# Hanti-Manszijszk nemzetközi repülőtér
A Hanti-Manszijszk nemzetközi repülőtér (más írásmóddal: Hantimanszijszk) (IATA: HMA, ICAO: USHH) a Hanti-Manszijszk autonóm körzet nemzetközi repülőtere, a város központjától 5 km-re északkeletre helyezkedik el.

## Légitársaságok és célállomások
- Azerbajdzsán Légitársaság – (Baku)
- Yamal Airlines – (Szalekard, Nyizsnyevartovszk NJC, Tyumeny USHS, Moszkva-Vnukovo, Szurgut SGC, Uraj URJ, Novoszibirszk, Jekatyerinburg, Omszk, OMS)
- S7 Airlines – (Moszkva-Domogyedovo)
- UTair Aviation – (Szurgut, SGC)
- (Kogalim, KGP)
- (Szamara, KUF)

## Forgalom
Az utasforgalom az elmúlt években az alábbi módon változott:
| Utasok száma | 25 969 | 277 041 | 291 154 | 271 197 | 6290 | 6580 | 291 182 | 406 445 | 253 682 | 389 281 |
|              | 2011   | 2012    | 2013    | 2015    | 2016 | 2017 | 2018    | 2019    | 2020    | 2021    |